# Nhóm ngôn ngữ Algonquin Đông
Nhóm ngôn ngữ Algonquin Đông là nhóm ngôn ngữ thuộc ngữ tộc Algonquin. Trước khi tiếp xúc với ngôn ngữ của người châu Âu, nhóm Algonquin Đông bao gồm ít nhất 17 ngôn ngữ riêng. Người nói những ngôn ngữ này hiện diện ở ven biển Đại Tây Dương của Bắc Mỹ và các khu vực nội địa liền kề, từ nơi ngày nay là vùng hàng hải của Canada đến Bắc Carolina. Các thông tin về các ngôn ngữ riêng rất khác nhau. Một số chỉ được biết đến từ một hoặc hai tài liệu có chứa các từ và cụm từ được thu thập bởi các nhà truyền giáo, nhà thám hiểm hoặc người định cư và một số tài liệu chứa chứng tích rời rạc về nhiều hơn một ngôn ngữ hoặc phương ngữ. Gần như tất cả các ngôn ngữ Đông Algonquin đã biến mất. Tiếng Miꞌkmaq và tiếng Malecite-Passamaquoddy có số lượng người nói đáng kể, nhưng tiếng Tây Abenaki và tiếng Lenape, mỗi tiếng được ghi nhận là có ít hơn 10 người nói sau năm 2000.

Nhóm ngôn ngữ Algonquia Đông tạo thành một nhóm phả hệ riêng biệt trong ngữ tộc Algonquin. Hai nhóm ngôn ngữ khác được công nhận, Algonquin Đồng bằng và Algonquin trung tâm, thiên về địa lý chứ không phải là mối quan hệ phả hệ. 